# 北ヨーロッパ

国際連合によるヨーロッパの地域の分類（北ヨーロッパは青）
北ヨーロッパ
西ヨーロッパ
東ヨーロッパ
南ヨーロッパ

北ヨーロッパ（きたヨーロッパ、英: Northern Europe、独: Nordeuropa、ノルウェー語: Nord-Europa、スウェーデン語: Norra Europa、デンマーク語: Nordeuropa、フィンランド語: Pohjois-Eurooppa）アイスランド語: Norður-Evrópaは、ヨーロッパの北部地域である。日本では北欧（ほくおう）とも呼ばれる。具体的にどの地方や国を含めるかは分類の仕方によって異なり、最広義にはドイツやロシアのバルト海沿岸部まで含まれる事もある。

## 北ヨーロッパの国々

### 狭義の北ヨーロッパ
- デンマーク
- フィンランド
- アイスランド
- ノルウェー
- スウェーデン

デンマーク、ノルウェー、スウェーデンは、スカンディナヴィア諸国と呼ばれる。スカンディナヴィア半島に領土を持たないデンマークも、歴史的な理由から現在はスカンディナヴィア諸国に含まれる。

### 広義の北ヨーロッパ

#### バルト三国
- エストニア
- ラトビア
- リトアニア

バルト三国を含む北ヨーロッパ

国際連合統計部による分類では、バルト三国は北ヨーロッパに含まれる。バルト三国は、地理的および文化的に北ヨーロッパに属し、現在は北欧理事会に加盟申請している。なお、日本の外務省欧州局では西欧課が管轄している。
ソ連崩壊前までは、ポーランド王国、ロシア帝国、ソ連などに併合された歴史的そして政治的観点から、しばしば東ヨーロッパに分類されたこともあった。

#### ブリテン諸島
- アイルランド
- イギリス

国際連合による分類では、ブリテン諸島2か国も北ヨーロッパに含まれるが、通常は西ヨーロッパとされる。

### その他
- ドイツ
- ロシア

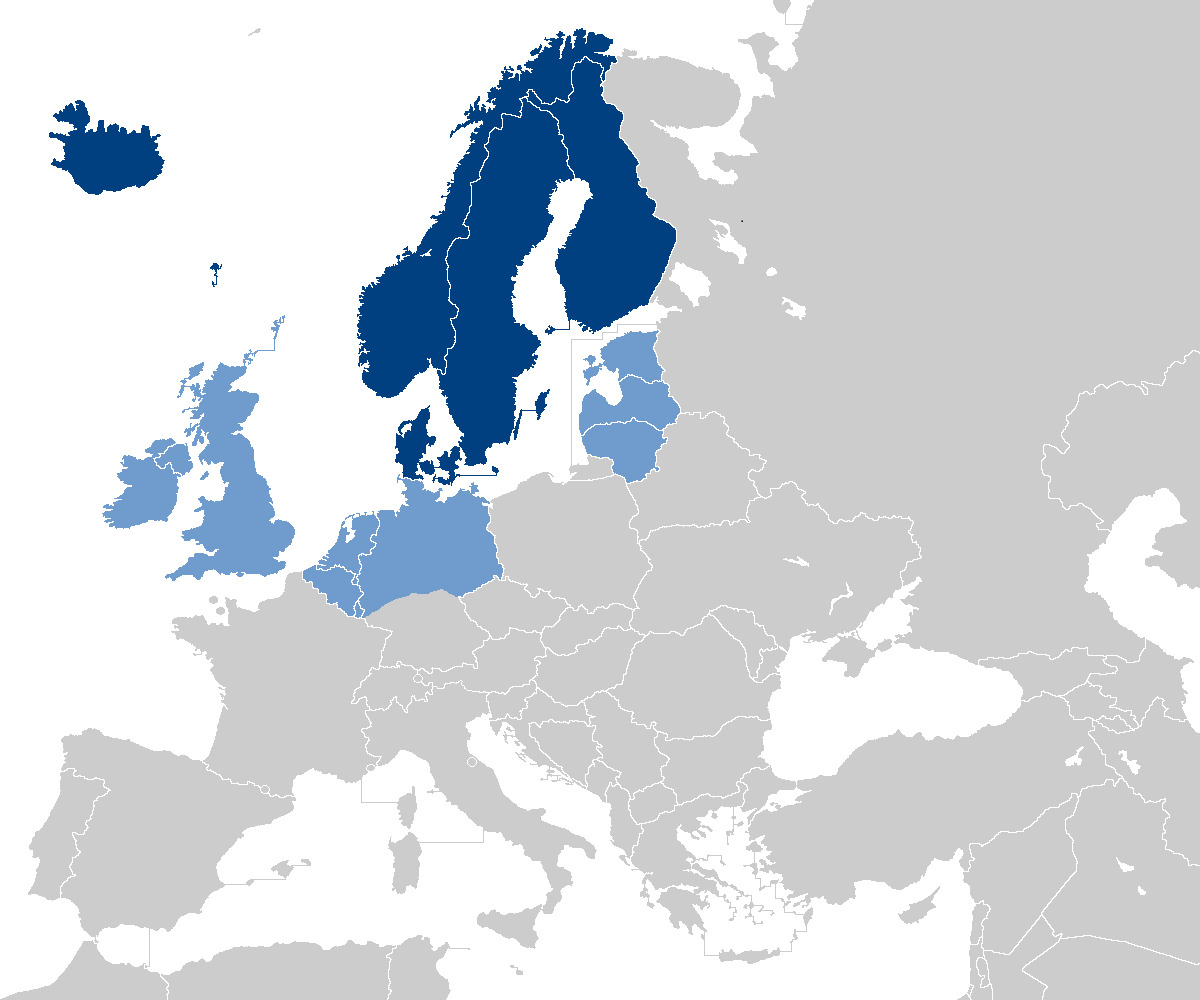
広義の北ヨーロッパの例

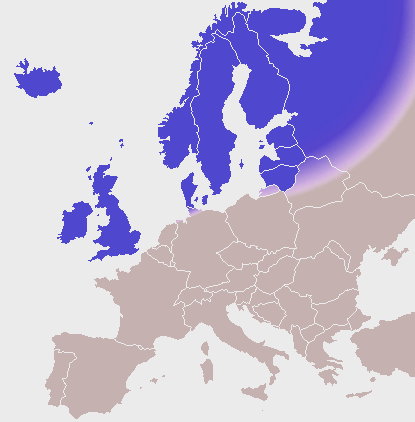
広義の北ヨーロッパの例

これらの国々の一部を北ヨーロッパに含めることもある。

### 北欧理事会加盟国
- オーランド諸島（フィンランドの自治領）
- フェロー諸島（デンマークの自治領）
- グリーンランド（デンマークの自治領）

これらを狭義の5か国に加えた「8か国」で、北欧理事会を組織している。
これらはノルディック諸国（Nordic, Norden）とも呼ばれる。北ヨーロッパに対し「北欧（諸国）」と訳し分けることもある。ただし、ノルディック/北欧といった場合は、通常は北ヨーロッパに含まない（ヨーロッパ自体に含まれない）グリーンランドを含む。

### 国連による区分
国連による世界地理区分では、以下の国と地域が北ヨーロッパに分類される。

### 国
- アイスランド
- アイルランド
- イギリス
- エストニア
- スウェーデン
- デンマーク
- ノルウェー
- フィンランド
- ラトビア
- リトアニア

### 地域
- オーランド諸島
- スヴァールバル諸島
- フェロー諸島
- マン島